# Peter Schilling

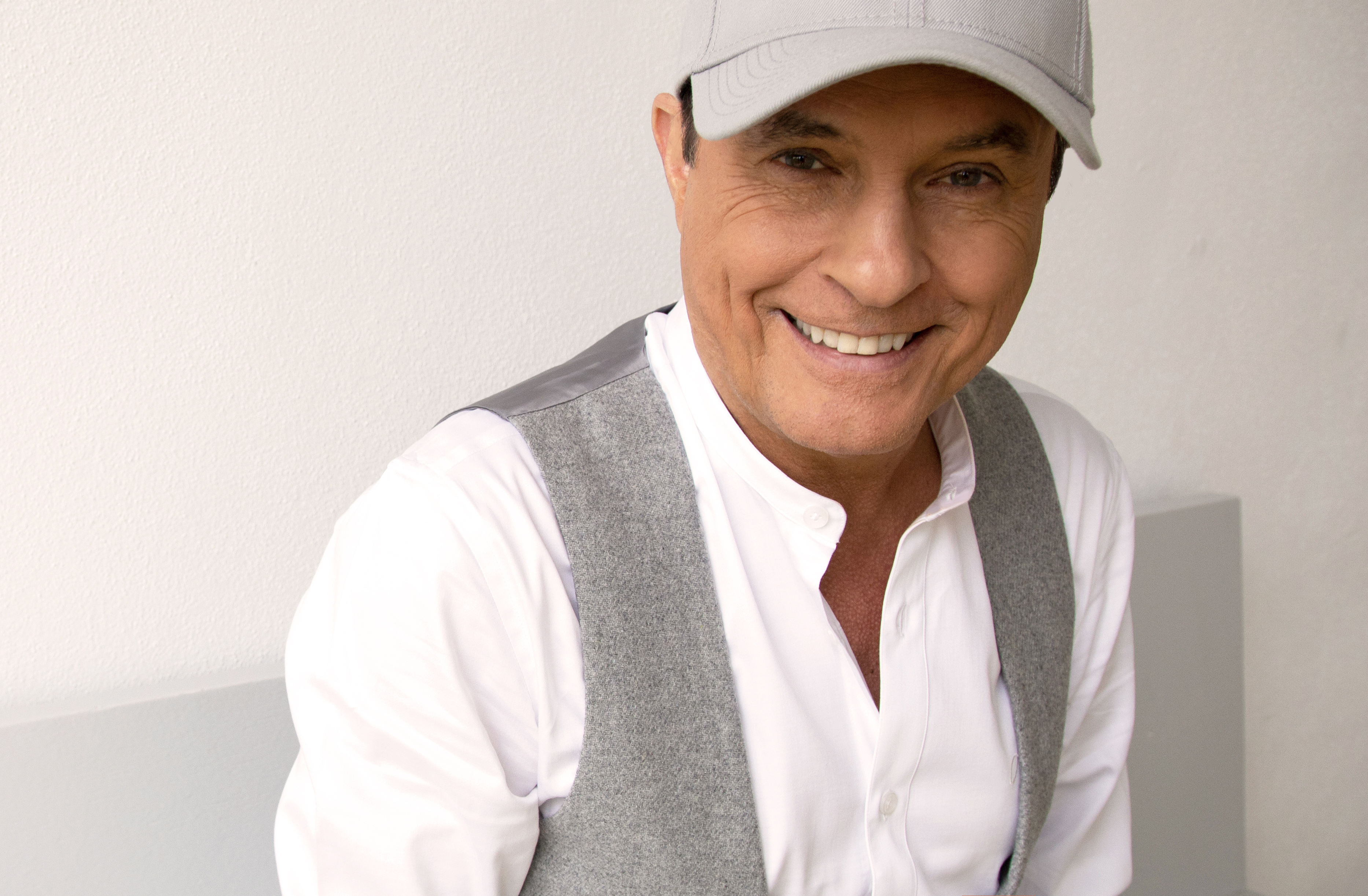
Peter Schilling (2019)

Pierre Michael „Peter“ Schilling (* 28. Januar 1956 in Stuttgart) ist ein deutscher Singer-Songwriter, Buchautor und Musikproduzent. Er zählt zu den kommerziell erfolgreichsten Künstlern der Neuen Deutschen Welle. Seine Lieder handelten anfangs oft von Science-Fiction-Themen wie der Zukunft des Planeten Erde oder der Raumfahrt, später auch von persönlichen Themen.

## Leben

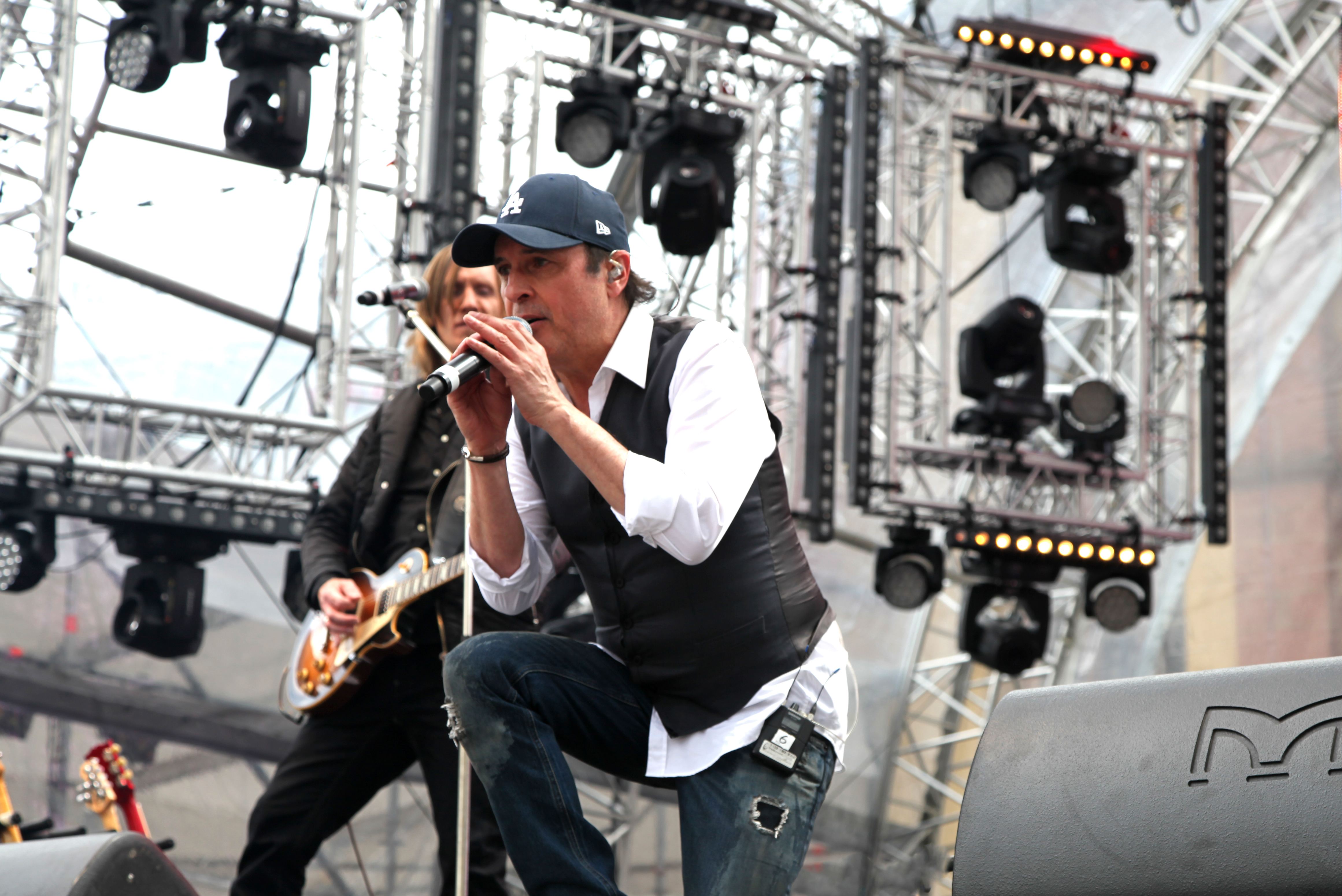
Peter Schilling beim Wolkenkratzer-Festival (2013)

Seine ersten Lebensjahre verbrachte Peter Schilling im Heim. Danach lebte er bei seiner Mutter und Großmutter in einer kleinen Wohnung in Stuttgart. Als er vierzehn Jahre alt war, erhielt seine Großmutter das Sorgerecht für ihn.
Schilling zeigte früh Talente in den Bereichen Fußball und Musik. So bekam er als 15-Jähriger ein Angebot vom VfB Stuttgart in Form eines Vorvertrags. Daneben lag auch ein Angebot für einen ersten Plattenvertrag vor, für den er sich letztlich entschied. Neben der Musik absolvierte er in seiner Jugend eine Lehre als Reisebürokaufmann. Nachdem er in verschiedenen Rockbands gespielt hatte, bewarb er sich erfolglos bei der Castingshow Talentschuppen mit Katja Ebstein in der Jury.
Ab 1978, nach seiner Zeit bei der Bundeswehr, arbeitete er bei der Plattenfirma WEA Records (heute Warner) und wurde als Merchandiser/Springer überall eingesetzt, von der Urlaubsvertretung im Vertrieb bis zur Begleitung von Künstlern, die auf Tournee waren. So war er im Merchandising in Deutschland zum Beispiel mit Jürgen Drews, Fleetwood Mac und AC/DC auf Tournee. Im Sommer 1979 bot man ihm eine Stelle in der Zentrale bei WEA an. Schilling lehnte ab, da ihm die Karriere als Künstler am Herzen lag. In seiner Zeit bei Warner hatte er Kontakte knüpfen können. So unterschrieb er im Sommer 1979 auf Empfehlung von Gibson Kemp, dem damaligen A&R-Chef bei Warner, einen Vertrag bei Peer Music Hamburg. Dort hatte er seine ersten Veröffentlichungen als Songschreiber mit unter anderem 1980 The magician für die Goombay Dance Band oder ..alles endet bei dir für Jürgen Drews.
1979 erschienen noch unter seinem bürgerlichen Namen Pierre Schilling die ersten Schlager-Singles, zum Beispiel Gib her das Ding. Diese ebneten ihm den Weg in die Peer Southern Studios in Hamburg. 1982 produzierte Schilling seine erste Langspielplatte Fehler im System und schloss im selben Jahr über Peer Music einen Vertrag mit der WEA ab. Einen Nummer-1-Hit im deutschsprachigen Raum hatte er mit dem Ende 1982 veröffentlichten Lied Major Tom (völlig losgelöst). Der Nachfolger Die Wüste lebt erreichte im Sommer 1983 Platz 7 in Deutschland, Platz 5 in Österreich und Platz 10 in der Schweiz. Mit der englischen Version von Major Tom (Coming Home) schaffte er es im Herbst 1983 bis auf Platz 14 der amerikanischen Billboard Charts. Der Titel war weltweit erfolgreich und platzierte sich gleichzeitig mit dem Album Error in the System auf Platz 1 in Kanada. Terra Titanic, ein weiteres Lied, das von ihm komponiert und produziert worden war, landete Mitte 1984 auf Platz 26 der deutschen Charts und Platz 1 in Italien und Spanien. Weitere Erfolge in den Charts hatte er mit Ich vermisse dich und Hitze der Nacht.
Anfang 1989 wurde in den USA das Album The Different Story (The World of Lust and Crime) veröffentlicht. Es präsentierte einige Songs aus Error in the System und Things to Come. Neu hinzu kam der Titel The Different Story, der in Zusammenarbeit mit Hubert Kah und Michael Cretu entstanden war.
Nachdem er zwischenzeitlich nach New York gezogen war, erlitt er 1989 ein Burnout-Syndrom, hatte eine Nahtoderfahrung aufgrund eines Status asthmaticus und bat daraufhin um die Auflösung aller Plattenverträge.
1996 startete er ein Nebenprojekt, Space Pilots, mit einem Hit, Trip to Orion, der inhaltlich auf der ersten deutschen Science-Fiction-Fernsehserie Raumschiff Orion basiert. Zu Peter Schillings 43. Geburtstag erschien im August 1999 das Best-of-Album Von Anfang an bis jetzt….
Nach einer musikalischen Durststrecke mit Auftritten auf Ü30-Partys und in Kaufhäusern trat Schilling seit 2002 wieder mit einer Band in Hallen mit bis zu 3000 Zuhörern auf. Parallel dazu veröffentlichte er als Buchautor seine erste Ratgeberliteratur. 2005 erschien von Peter Schilling ein Buch, das als Männer-Ratgeber bezeichnete Werk Lustfaktor-Wellness – Das Wohlfühlmanagement für den Mann. 2007 veröffentlichte Peter Schilling parallel zum gleichnamigen Album Emotionen sind männlich ein zweites Buch. Im Jahr 2008 feierte Peter Schilling auf Jubiläumskonzerten 25 Jahre völlig losgelöst. Hierfür begab er sich beispielsweise in ein Bergwerk in 800 Meter Tiefe, wo ein ausverkauftes Konzert stattfand. Seit 2010 geht Peter Schilling wieder live auf Tour und veröffentlichte. Auf seinem eigenen Label „MajorTon Records“ (inzwischen „MajorTon Entertainment KG“) erschienen seine Alben von 2007 bis 2014, zum Beispiel Neu und Live 2010.

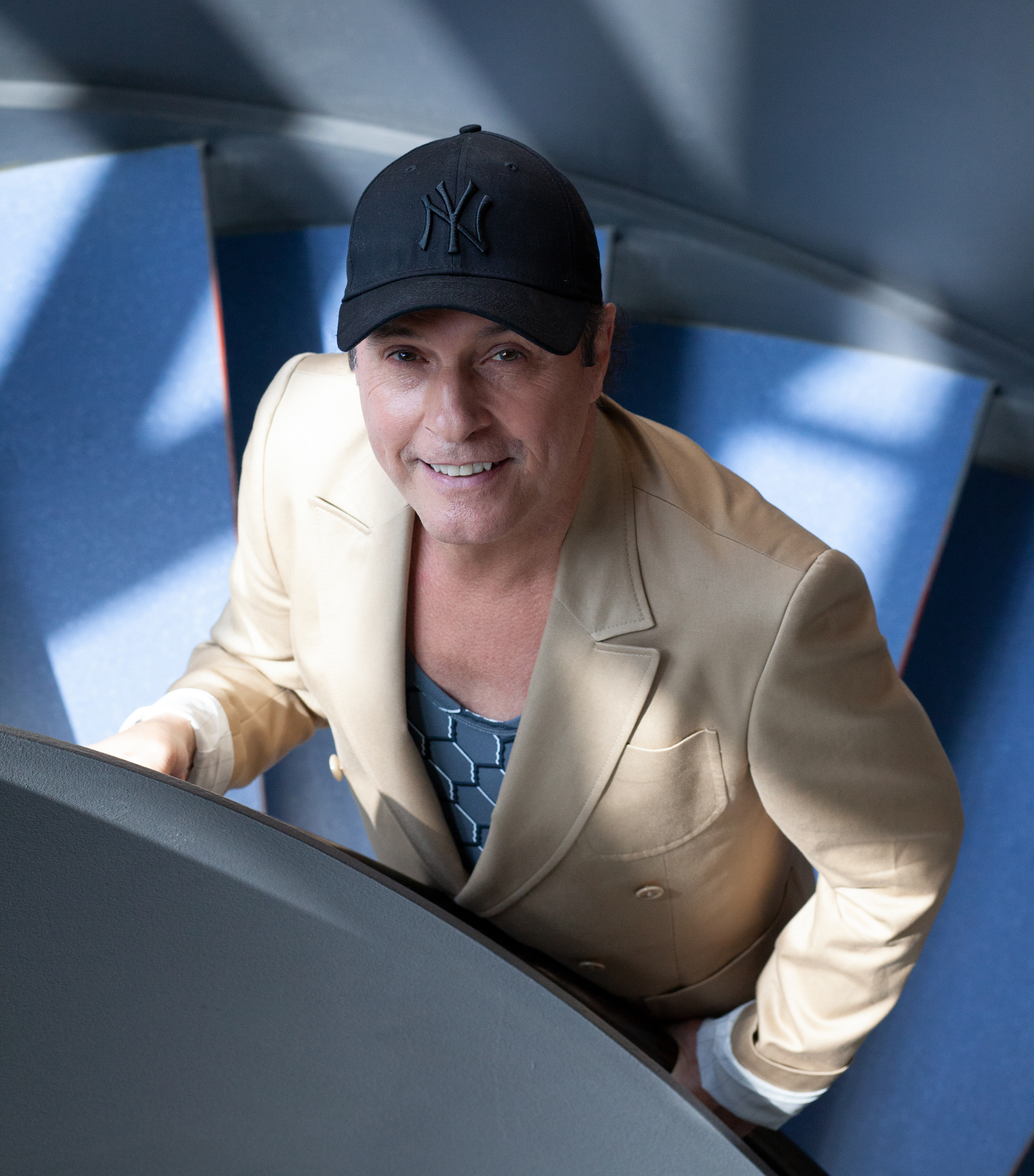
Peter Schilling (2014)

2014 veröffentlichte er sein zwölftes Studioalbum „DNA“.
Mittlerweile entwickelte sich speziell Major Tom zu einem gefragten Song für Werbung und Filmmusik. So nahm 2008 die Band Shiny Toy Guns den Titel für eine große Werbekampagne in den USA, Kanada und Mexiko des Automobilherstellers Ford neu auf. Seit 2015 dient seine englischsprachige Version als Intromusik für die Serie Deutschland 83 beziehungsweise Deutschland 86 und Deutschland 89. In der 2017er CNN-Serie Songs that defined history steht Peter Schilling für zum Beispiel die Themen Raumfahrt und Mondlandung als Interviewpartner Pate. Im Jahr 2018 wurde der Song mit der deutschen Fassung in der Schlüsselszene in dem Kinofilm Atomic Blonde verwendet.
Von Mai 2011 bis 2017 war er Botschafter des Deutschen Kinderschutzbundes. So kam auch ein Auftritt mit Schülern des Erfurter Albert-Schweitzer-Gymnasiums zustande. Schilling gab 2012 einige Live-Konzerte. 2013 erschien sein drittes Buch, ein autobiografischer Ratgeber mit dem Titel Völlig losgelöst. Mein langer Weg zum Selbstwert – Vom Burnout zurück ins Leben.
Seit 2018 erscheint von ihm im Tessloff Verlag die Kinderbuchreihe Der kleine Major Tom in Zusammenarbeit mit dem Deutschen Zentrum für Luft- und Raumfahrt (DLR) und Bernd Flessner sowie Illustrationen von Stefan Lohr. In den Hörspielen zu den Büchern spricht Peter Schilling selber den großen Major Tom. Beim International Astronautical Congress 2018 in Bremen gab es eine Welturaufführung von „Major Tom“ der Deutschen Kammerphilharmonie Bremen in einem hierfür arrangierten klassischen Arrangement von Oliver Groenewald. Major Tom ist auch im offiziellen Soundtrack und Trailer des DLR zur Mission Horizons zu hören. Die Lieder Alles an Dir und das englischsprachige Pendant All the things you are stehen jeweils in offiziellen Videos des DLR zur Weltraummission Cosmic kiss mit dem deutschen ESA-Astronauten Matthias Maurer musikalisch Pate. Ein 3D-Animationsfilm mit dem Titel Der kleine Major Tom: Aufbruch ins Ungewisse ist seit April 2023 in ausgewählten Planetarien zu sehen.
Peter Schilling lebt in München und ist in zweiter Ehe verheiratet. Er ist weiterhin unter anderem als Musiker, Tourneekünstler und Buchautor tätig.
Am 24. März 2024 wurde eine Petition auf Change.org initiiert, um Major Tom zur neuen Torhymne der deutschen Nationalmannschaft für die Fußball-Europameisterschaft 2024 zu machen. Major Tom wurde daraufhin bei Siegen der deutschen Nationalmannschaft während der Europameisterschaft in den Stadien gespielt. Darüber hinaus gab der Deutsche Fußball-Bund bekannt, dass das Lied als Torhymne für alle DFB-Teams der Herren und Frauen eingesetzt wird.

## Diskografie

### Solokarriere
Studioalben

| Jahr | Titel Musiklabel                                                         | Höchstplatzierung, Gesamtwochen/‑monate, AuszeichnungChartplatzierungen (Jahr, Titel, Musiklabel, Platzierungen, Wochen/Monate, Auszeichnungen, Anmerkungen) | Höchstplatzierung, Gesamtwochen/‑monate, AuszeichnungChartplatzierungen (Jahr, Titel, Musiklabel, Platzierungen, Wochen/Monate, Auszeichnungen, Anmerkungen) | Höchstplatzierung, Gesamtwochen/‑monate, AuszeichnungChartplatzierungen (Jahr, Titel, Musiklabel, Platzierungen, Wochen/Monate, Auszeichnungen, Anmerkungen) | Höchstplatzierung, Gesamtwochen/‑monate, AuszeichnungChartplatzierungen (Jahr, Titel, Musiklabel, Platzierungen, Wochen/Monate, Auszeichnungen, Anmerkungen) | Höchstplatzierung, Gesamtwochen/‑monate, AuszeichnungChartplatzierungen (Jahr, Titel, Musiklabel, Platzierungen, Wochen/Monate, Auszeichnungen, Anmerkungen) | Anmerkungen                                               |
| Jahr | Titel Musiklabel                                                         | DE | AT | CH | UK | US | Anmerkungen                                               |
| ---- | ------------------------------------------------------------------------ | --- | --- | --- | --- | --- | --------------------------------------------------------- |
| 1982 | Fehler im System auch bekannt als: Error in the System WEA Records (WMG) | DE2 Gold · (35 Wo.)DE | AT4 (2½ Mt.)AT | — | — | US61 (13 Wo.)US | Erstveröffentlichung: 4. Oktober 1982 Verkäufe: + 350.000 |
| 1984 | 120 Grad auch bekannt als: Things to Come WEA Records (WMG)              | DE62 (1 Wo.)DE | — | — | — | — | Erstveröffentlichung: 19. Oktober 1984                    |
| 1993 | Geheime Macht WEA Records (WMG)                                          | — | — | — | — | — | Erstveröffentlichung: 1993                                |
| 2003 | Raumnot 6 vs. 6 DA Music (DA)                                            | — | — | — | — | — | Erstveröffentlichung: 29. September 2003                  |
| 2004 | Zeitsprung DA Music (DA)                                                 | — | — | — | — | — | Erstveröffentlichung: 8. November 2004                    |
| 2005 | Delight Factor Wellness DA Music (DA)                                    | — | — | — | — | — | Erstveröffentlichung: 18. November 2005                   |
| 2006 | Das Prinzip Mensch DA Music (DA)                                         | — | — | — | — | — | Erstveröffentlichung: 5. Mai 2006                         |
| 2007 | Emotionen sind männlich Selbstverlag (Edel)                              | — | — | — | — | — | Erstveröffentlichung: 14. September 2007                  |
| 2010 | Neu & Live 2010 Selbstverlag (Edel)                                      | — | — | — | — | — | Erstveröffentlichung: 3. September 2010                   |
| 2014 | DNA Selbstverlag (Sony)                                                  | — | — | — | — | — | Erstveröffentlichung: 26. September 2014                  |
| 2021 | Vis viva Membran Records (Sony)                                          | — | — | — | — | — | Erstveröffentlichung: 15. Januar 2021                     |

grau schraffiert: keine Chartdaten aus diesem Jahr verfügbar

### Mit Space Pilots
- 1996: Trip to Orion (Live)
- 1996: Automatic Lover (Live)

## Filmografie
- 2023: Der kleine Major Tom: Aufbruch ins Ungewisse. Regie: Peter Popp

## Auszeichnungen
- 1983: Goldene Stimmgabel
- 1983: Bronzener Löwe von Radio Luxemburg für „Major Tom“
- 1983: Goldene Europa
- 2014: smago! Award in der Kategorie „Album des Jahres“ (DNA)

## Einflüsse auf Film und Fernsehen
- In der Science-Fiction-Fernsehserie Defying Gravity – Liebe im Weltall gibt es einige Hommagen an Peter Schilling: Die Astronauten treffen sich in einer Bar namens „Major Tom“. Die Pilotin heißt Schilling mit Nachnamen und kommt aus Deutschland.
- In Staffel 8 der britischen Science-Fiction-Comedy-Serie Red Dwarf identifiziert sich Cat als „Major Tom“.
- Die Zeichentrickserie Animaniacs zitiert in einer Folge den Songtext von „Major Tom (Coming Home)“.
- In einer Folge der 4. Staffel von Breaking Bad singt der Charakter Gale Boetticher, gespielt von David Costabile, „Major Tom (Coming Home)“ als Karaoke-Version.
- Bei der Bullyparade wird in einer Folge von „Unser (T)Raumschiff“ der Song „Major Tom (Völlig losgelöst)“ zitiert.
- Peter Schilling war in einer Folge von South Park Gastsprecher in der deutschen Version und sang auch ein kurzes Lied.
- Der Scream Award ist der Preis für das phantastische Genre (Science-Fiction/Horror/Fantasy) vom US-Sender Spike TV. Bei der Preisverleihung im Jahre 2010 wurde immer wieder der Song „Major Tom (Coming Home)“ gespielt, diesmal als Coverversion von den Shiny Toy Guns.
- In Folge 9 der vierten Staffel der US-Fernsehserie The Americans wird „Major Tom (Coming Home)“ als Soundtrack verwendet.
- In der deutsch-amerikanischen Fernsehserie Deutschland 83 beziehungsweise Deutschland 86 und Deutschland 89 wird Major Tom (Coming Home) als Eröffnungslied verwendet. Ebenso ist in Folge 6 von Deutschland 86 Terra Titanic als Schlusslied zu hören.
- Der US-Regisseur David Leitch verwendete für seinen Film Atomic Blonde neben weiteren deutschsprachigen Songs auch die deutsche Version von Major Tom.
- In der Serie The Umbrella Academy wird Major Tom in der 5. Folge der 2. Staffel verwendet.
- in der Serie The Blacklist wird Major Tom in der 14. Folge der 2. Staffel verwendet.
- In Star Wars: Skeleton Crew findet Major Tom für die Serie Verwendung.[18]